# Teucholabis (Teucholabis) lineipleura
Teucholabis (Teucholabis) lineipleura is een tweevleugelige uit de familie steltmuggen (Limoniidae). De soort komt voor in het Neotropisch gebied.